# Pomocellaria varians
Pomocellaria varians is een mosdiertjessoort uit de familie van de Candidae. De wetenschappelijke naam van de soort is, als Scrupocellaria varians, voor het eerst geldig gepubliceerd in 1882 door Hincks.